# روزنامه هفتگی میزان
روزنامه هفتگی میزان نشریه‌ای سیاسی، اخلاقی و هزلی بود که از شعبان ۱۳۲۹ هجری قمری تا هنگام تعطیلی مجلس و روزنامه‌های مستقل بر اثر اولتیماتوم روسیه تزاری به مدیریت و سردبیری احمد خاوری کاشانی در کاشان به انتشار می‌رسید.
انتشار این روزنامه یک‌سال پس از چاپ آخرین شماره روزنامه ثریا آغاز شد، که دوره سوم آن توسط خاوری کاشانی در کاشان منتشر می‌شد و با هجوم اشرار نایب حسین به شهر برای همیشه تعطیل شد.

## مطالب
مندرجات میزان بیشتر مقالات سیاسی، انتقادی، آثار منظوم و منثور ادبی و کاریکاتورهای سیاسی بود. قصیده مفصل خاوری در رثای مرگ آخوند خراسانی مرجع شیعه با مطلع
| آیت‌الله از جهان تا شد روان سوی جنان |  | دیدۀ ایجاد اندر ماتمش شد خون‌فشان |

 در شماره بیستم این روزنامه به چاپ رسید.
اشعار و مقالاتی در مذمت اعتیاد به تریاک و نوشتن یک لغت نامه فکاهی برای اصطلاحات و کلمات معمولی از نکات ویژه این روزنامه بود. مثلاً تقوی در شماره ۲ این نشریه این‌گونه معنا شده بود:
- در لغت از خدا ترسیدن است، در اصطلاح دامن عبا بر زمین کشیدن و دست مکر زیر آب کردن و بر پریشانی ملت رحم نکردن است.[۴]

## شکل
وجه اشتراک سالیانه این نشریه یک تومان بود و هر شماره آن صد دینار به فروش می‌رسید. آیه «واقیموا الوزن بالقسط و لاتخسر المیزان» بالای کلمه میزان و آیه «الا انَ حزب‌الله هم الغالبون» نوشته می‌شد. محل اداره نشریه نیز نمره (پلاک) ۱۴ خیابان ناصریه بود.